# Pia Edlund
Pia Edlund, née le 28 février 1967 à Malmö, et une metteuse en scène et actrice suédoise.

## Biographie

### Étude
Entre 1993 et 1997, elle a  fréquenté l'Académie de théâtre de Malmö, puis elle a travaillé pendant plusieurs années à Unga Riks, la scène du Théâtre national pour les enfants et les jeunes.

## Filmographie

### Cinéma

#### Longs métrages[3]
- 2016 : The Giant
- 2015 : Le Lendemain
- 2010 : Farsan
- 2009 : Opération Rossignol

#### Courts métrages
- 2010 : Picknick
- 2009 : Mon meilleur ami

### Télévision
- 2023 : Taelgia
- 2020 : The Machinery
- 2019 : The Restaurant

## Référence
1. ↑  « Pia Edlund : sa biographie, filmographie, et quelques photos », sur Cinefil.com (consulté le 22 mai 2025)
2. ↑  (sv) « MEDVERKANDE », 19 avril 2018 (consulté le 22 mai 2025)
3. ↑  (pl) « Pia Edlund », sur Filmweb (consulté le 22 mai 2025)